# 庫爾特·邁爾
庫爾特·阿道夫·威廉·邁爾（德語：Kurt Adolph Wilhelm Meyer，1910年12月23日—1961年12月23日，外號「裝甲邁爾」（Panzermeyer）），第二次世界大战德國武裝親衛隊軍官，同時也是最年輕的武裝親衛隊旅隊領袖，曾參與許多重大戰役，包括：法國戰役、巴巴羅薩作戰、诺曼底战役等。
邁爾被指控在1944年的卡昂戰役後殺害了投降的加拿大戰俘，原被判處死刑，後改在英國、加拿大監獄服刑9年後獲釋，後加入並成為“納粹武裝親衛隊老兵互助會”（HIAG）的活躍者。

## 生平

### 早年
庫爾特·邁爾出生於1910年12月23日德國不伦瑞克公国的耶克斯海姆（Jerxheim），他出身於一個低階家庭，父親是一個工廠職員。1914年，邁爾父親加入德意志帝國陸軍，並在一戰中擔任士官長，獲得中士軍銜，之後因傷重而在大戰中退出。邁爾在耶克斯海姆完成了他的中小學教育，並在工廠找到一份流水線的工作，不久又改作一個礦工。1929年10月1日他錄取進入梅克倫堡的警察學校中就讀。
邁爾的外號「裝甲邁爾」事實上與裝甲部隊的戰鬥沒有關係，在警察學校就讀時，邁爾决定對一名同學惡作劇，原預計在二樓放置一個水桶使它淋到同學的頭，結果自己從二樓的高處跌落，導致二十多處骨折，原本醫生預計邁爾會死，但後來他痊癒，同學們都稱他作「裝甲邁爾」，形容他的身體像戰車一樣壯碩。

### 武裝親衛隊生涯
在希特勒成為德國總理的3年前，邁爾就已在1930年9月1日加入了納粹黨，之後申請進入由希姆萊指揮的親衛隊，他在1931年10月15日被錄取，22日被委任職位。親衛隊總部設在什未林。邁爾在1932年被委任為SS-下级突擊隊中隊長（相當於國防軍的少尉）。在1934年5月他被轉到武裝親衛隊的最受尊敬的單位：阿道夫·希特勒警衛旗隊。到了1936年9月邁爾的軍階擢升至SS-中級突擊隊中隊長（相當於國防軍的中尉），並指揮第14反戰車連。邁爾在1938年3月跟著希特勒衛隊參與兵不血刃的德奧合併，而1939年3月在古德里安的指揮下，參與入侵捷克斯洛伐克的行動。

### 西線戰事
希特勒衛隊在波蘭戰役中隸屬於格特·馮·倫德施泰特上將的南方集團軍。儘管指揮靜態的反戰車連隊一點都不適合邁爾，他的表現仍是令人欽佩，他在1939年9月7日被子彈射穿了肩膀，但邁爾仍繼續指揮反戰車連，並於1939年9月25日獲得了二級鐵十字勳章。
結束在波蘭的行動後，邁爾要求指揮機動單位並獲得了許可，他得以指揮來自希特勒衛隊的第15摩托化偵察連，並在隔年參與了對法國和低地國家的春季攻勢，而指揮該連第1排和第2排的分別是他將來的盟友雨果·克拉斯和麥克斯·溫舍，這次希特勒衛隊隸屬於維特斯海姆的第16軍團，之後邁爾又被授予一級鐵十字勳章。
結束西線攻勢後，第15摩托化偵察連被擴編成一個偵察營，而邁爾晉升為SS二級突擊隊大隊長（相當於國防軍的少校）。

### 巴爾幹戰區
由於墨索里尼對希臘宣戰以及弭平南斯拉夫反納粹軍官的政變行動，德軍不得不移師南下，從而延遲了巴巴羅薩行動的發動時機。在希臘戰區，邁爾的部隊受命截斷了從阿爾巴尼亞撤退的希臘第三軍團，進攻克尔曲勒，並消滅位於卡斯托里亚的希臘軍事基地。
攻擊行動於4月13日開始，但到德軍第二天的攻擊在卡斯托里亞附近城市遭遇守軍的頑強抵抗而被迫停滯。邁爾將他的營編成3個突擊小隊，分別由自己、克拉斯、溫舍指揮，並在黎明發起攻擊，瓦解了希臘軍的防禦，到了下午中期，城裡的敵軍已被清除，通往卡斯托里亞的道路已暢通。而在這次戰鬥中，邁爾俘虜了600名希臘戰俘，而自身部隊只有1名軍官和6人死亡、1名軍官和17人受傷。4月16日，邁爾的營自南方襲擊了卡斯托里亞，俘虜了另外1100名戰俘。
這些作戰成果使得邁爾於1941年5月18日被授予騎士鐵十字勳章。

### 巴巴羅薩作戰
在1941年6月的巴巴羅薩作戰中，邁爾的營隊隸屬於格特·馮·倫德施泰特的南方集團軍。他在作戰中那有如閃電般迅速的攻擊使得邁爾得到另一個綽號：「快手邁爾」（Der schnelle Meyer）。
LSSAH師（包括邁爾及其營）作為南方集團軍的一部分參加了對蘇聯的巴巴羅薩行動。他和他的部隊很快就在統帥堂師內部聲名狼藉，因為他們大規模殺害平民和摧毀整個村莊，例如在Rowno他們殺害了大約20名婦女、兒童和老人。歷史學家Jens Westemeier表示，邁爾在他指揮下的部隊暴行中負有主要責任。他的恐怖戰術得到了武裝黨衛軍指揮部的批准。在與紅軍作戰中，邁爾和他的部隊也取得了一些軍事上的成功，但統帥堂營整體遭受了嚴重損失。在巴巴羅薩行動中，他被譽為一位“大膽”的領袖，並在仍在統帥堂服役時時於1942年被授予德國金十字勳章。
1943年初，邁爾的偵察營參加了第三次哈爾科夫戰役。據報導，他在哈爾科夫戰鬥期間命令摧毀一條村莊，並殺害所有居民。縱然對事件有不同描述，但不同證詞之間都有大致相同的輪廓。邁爾因在1943年2月20日成功攻擊Yefremovka（Jefremowka）村而被授予橡葉騎士鐵十字勳章，他的部隊未拘留任何俘虜，並殺死了約1,500名蘇聯士兵。戰後，一名前武裝黨衛軍士兵描述了一次在邁爾指示下於1943年3月在Jefremowka發生的事件。目擊者在村裡，於早上10:30聽到槍聲。他跑到門口，看到一名武裝黨衛軍指揮官要求見村長。當後者到來時，武裝黨衛軍指揮官喊道：“根據邁爾的命令，這個城鎮應該被夷為平地，因為今天早上武裝平民襲擊了這個我們。”然後，他開槍射殺了一名正在為德國人做飯的25歲婦女。根據證詞，武裝黨衛軍士兵殺害了村裡所有居民，並放火燒毀了他們的房屋。
一名前武裝黨衛軍士兵（在1944年被法國被俘後向盟軍的審問官提供證詞）證實了此事的一些過程：
統帥堂偵察營於1943年2月底向東推進，到達了Jefremowka村。在那裡，他們被紅軍包圍。燃料和彈藥用盡，他們倚靠空投補給，直到他們被命令向西突圍。在嘗試突圍之前，所有平民被槍殺，村莊被燒成平地。當時，全個偵察營由邁爾領導。

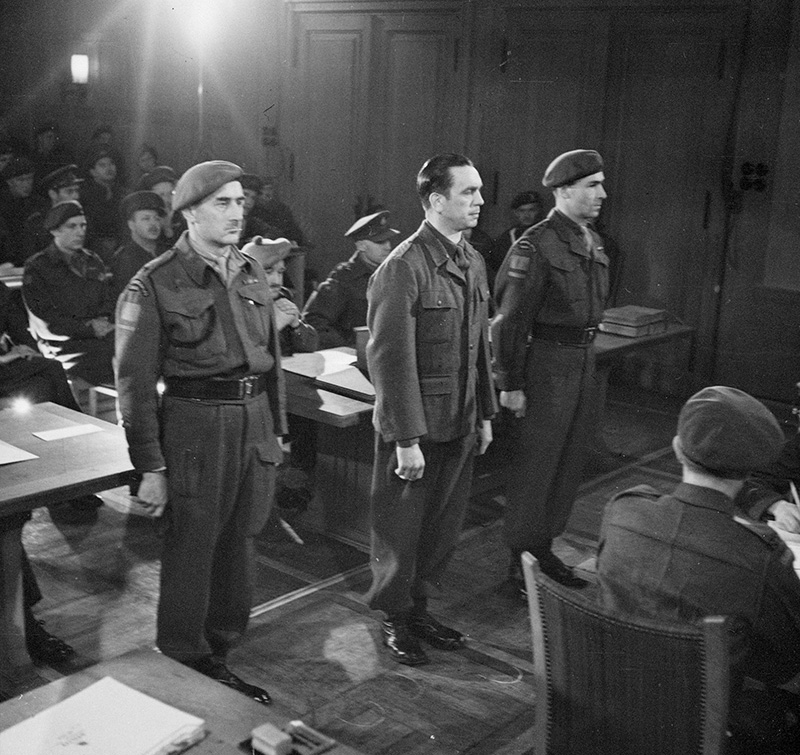
1945年12月邁爾接受戰爭審判

根據來自烏克蘭的消息來源，包括兩名生還者的證詞，這些殺人事件發生在1943年2月17日。在2月12日，統帥堂裝甲師佔領了兩個村莊：Yefremovka和Semyonovka，過程中撤退的蘇聯軍隊傷害了兩名武裝黨衛軍軍官。為了報復，統帥堂部隊在五天後殺害了872名平民，其中約240人在Yefremovka的教堂裡被活活燒死。來自蘇聯的消息來源指出，這場大屠殺是由“火炬營”實施的，由約阿希姆·派佩爾領導。邁爾繼續在統帥堂服役，直到1943年夏季被任命為新成立、正在組建中的SS希特勒青年師的一個團的指揮官，駐扎在法國。

## 晉升
- SA Sturmführer：1932年7月10日
- SS Obersturmführer：1935年3月10日
- SS Hauptsturmführer：1937年9月12日
- SS Sturmbannführer：1940年9月1日
- SS Obersturmbannführer：1942年11月9日
- SS Standartenführer ：1943年6月21日
- SS Oberführer ：1944年8月1日
- SS Brigadeführer ：1944年9月1日

## 勳獎章
- 金質德國十字勳章 (1942)
- 東線從軍勳章 (1942)
- 一級鐵十字勳章(1940)
- 二級鐵十字勳章 (1939)
- 武裝親衛隊榮譽戒指 (?)
- 蘇台德紀念章 (?)
- 德奧合併紀念章 (?)
- 騎士鐵十字勳章 (1941)
- 橡葉騎士鐵十字勳章 (1943)
- 橡葉帶劍騎士鐵十字勳章 (1944)
- 長期服役武裝親衛隊獎章 (?)

## 外部連結
- Formal War Crimes Charge Sheet
- Axis History Factbook （页面存档备份，存于）
- Feldgrau - The History of the German Armed Forces in WWII（页面存档备份，存于）
- d'Ardenne Massacres Memorial webarchive.bac-lac.gc.ca 错误：存档服务未知的存檔，存档日期2006-11-21